# 365 Dni
365 Dni (còn được biết đến với tên tiếng Anh: 365 Days) là phim điện ảnh chính kịch lãng mạn gợi tình năm 2020 của Ba Lan do Blanka Lipińska và Tomasz Mandes làm đạo diễn. Bộ phim chuyển thể từ cuốn tiểu thuyết đầu tiên trong bộ ba tác phẩm của Blanka Lipińska.  Cốt truyện kể về một phụ nữ trẻ đến từ Warszawa phải lòng một người tay xã hội đen ở đảo Sicilia; hắn đã áp đặt cô 365 ngày để phải lòng anh. Phim có sự tham gia của Michele Morrone trong vai Don Massimo Torricelli và Anna-Maria Sieklucka trong vai Laura Biel.
Bộ phim được công chiếu tại Ba Lan vào ngày 7 tháng 2 năm 2020 và sau đó được phát sóng trên Netflix vào ngày 7 tháng 6 năm 2020, nhanh chóng thu hút được sự chú ý của khán giả toàn cầu. Đây là một trong những tác phẩm được xem nhiều nhất ở nhiều quốc gia và là tác phẩm giữ vững vị trí được xem nhiều nhất trong lịch sử của Netflix tại Hoa Kỳ trong khoảng thời gian lâu nhất.
Bất chấp sự nổi tiếng của phim, 365 Dni nhận được những đánh giá hoàn toàn tiêu cực từ các nhà phê bình, đặc biệt cho phần nội dung tôn vinh các băng nhóm xã hội đen và sử dụng nhiều phân cảnh tình dục bao gồm bạo lực tình dục – trong đó nhiều cây viết so sánh tác phẩm với bộ ba Năm mươi sắc thái. Phim đã nhận được sáu đề cử giải Mâm xôi vàng, trong đó có Phim dở nhất. Hai phần phim tiếp theo đang trong quá trình sản xuất.

## Nội dung
Sau cuộc gặp gỡ giữa gia đình tội phạm xã hội đen Sicilia Torricelli và những tay buôn chợ đen, Massimo Torricelli ngắm một phụ nữ xinh đẹp trên bãi biển và nói chuyện với cha mình, trùm xã hội đen. Đột nhiên, các tay buôn bắn Massimo và cha anh; Massimo sống sót còn cha anh qua đời. Năm năm sau, Massimo là thủ lĩnh của gia đình tội phạm Torricelli. Tại Warszawa, Laura Biel không hạnh phúc trong mối quan hệ với người bạn trai Martin. Laura tổ chức sinh nhật lần thứ 29 ở Ý cùng Martin và người bạn thân Olga, nhưng sau khi Martin đến núi Etna mà không có cô, Laura bỏ đi dạo và bị Massimo bắt cóc.
Tại biệt thự của mình, Massimo tiết lộ với Laura rằng cô là người phụ nữ ở bãi biển 5 năm trước và khi anh bị thương, tất cả những gì anh có thể nghĩ đến là cô. Sau nhiều năm tìm kiếm, anh phát hiện ra cô và bắt cóc cô, giữ cô làm tù nhân trong 365 ngày với hy vọng rằng cô sẽ phải lòng anh. Anh cũng hứa sẽ không chạm vào cô khi chưa có sự đồng ý từ phía cô. Khi họ dành thời gian bên nhau, Laura gạ gẫm Massimo nhưng vẫn từ chối quan hệ tình dục với anh. Tại một khách sạn ở Rome, cô lại bắt đầu trêu chọc anh và anh trói cô vào giường. Massimo sau đó bắt Laura nhìn anh quan hệ tình dục bằng miệng với một người phụ nữ khác. Khi cả hai tới một hộp đêm, Laura khoe khoang bản thân với Massimo và bạn bè của anh, điều này khiến anh tức giận. Khi cô bắt đầu tán tỉnh một người đàn ông từ gia đình xã hội đen đối thủ, kẻ này đã gạ gẫm cô. Massimo rút súng bảo vệ Laura và đưa cô ra khỏi hộp đêm.
Sáng hôm sau, cô thức dậy trên du thuyền và thấy Massimo và tên tay sai Mario đang tranh cãi. Massimo thú nhận rằng anh đã bắn vào tay kẻ đã gạ gẫm Laura, kích động cuộc chiến giữa hai gia đình. Laura cố gắng xin lỗi, nhưng Massimo đổ lỗi cho cô về sự cố này. Họ tranh cãi và Laura rơi xuống biển. Massimo nhảy xuống cứu cô. Khi cô tỉnh lại, Massimo thừa nhận anh không muốn mất cô. Laura bắt đầu yêu Massimo và cả hai liên tục quan hệ tình dục. Tối đó, Massimo và Laura tham dự một vũ hội hóa trang, nơi Anna – người yêu cũ của Massimo – tới đe dọa Laura. Sau vũ hội, Massimo và Laura quan hệ tình dục. Anh cho phép cô về thăm gia đình ở Warszawa và hứa sẽ tới cùng cô sau khi kết thúc công việc. Trên chuyến xe tới sân bay, Domenico, một tay sai khác của Massimo, cố gắng trấn an Laura đang lo lắng và Anna sẽ không làm tổn thương cô.
Ở Warszawa, Laura đợi Massimo nhiều ngày nhưng không liên lạc được. Cô gặp lại Olga, cả hai đi hộp đêm và tình cờ gặp Martin. Anh cố gắng thuyết phục cô hòa giải và theo cô trở về căn hộ riêng mà không ngờ Massimo đang đợi ở đó. Martin bỏ đi và Laura và Massimo ân ái với nhau. Cô nói lời yêu anh. Sáng hôm sau, Massimo cầu hôn Laura và cô đồng ý. Tuy nhiên, cô yêu cầu anh giữ bí mật về "nghề nghiệp" của mình với cha mẹ cô. Trở lại Ý, Mario thông báo Massimo về những căng thẳng đang gia tăng. Laura và Massimo thảo luận về đám cưới sắp tới, trong đó gia đình cô không được phép tham dự, nhưng Olga thì có thể đến làm phù dâu cho Laura. Khi Olga đến thăm, Laura tiết lộ cô đang mang thai. Olga thúc giục cô nói với Massimo về cái thai. Laura gọi cho Massimo và hỏi liệu họ có thể nói chuyện sau bữa tối không. Trong khi đó, Mario nhận được một cuộc điện thoại từ Torricelli thông báo gia đình đối thủ sắp giết Laura. Xe của Laura đi vào một đường hầm nhưng không đi ra phía bên kia. Mario chạy đến tìm Massimo ngay khi cuộc gọi của Laura kết thúc. Nhận ra hệ lụy, Massimo suy sụp.

## Diễn viên
- Michele Morrone vai Don Massimo Torricelli
- Anna-Maria Sieklucka vai Laura Biel
- Bronisław Wrocławski vai Mario
- Otar Saralidze vai Domenico
- Magdalena Lamparska vai Olga
- Natasza Urbańska vai Anna
- Grażyna Szapołowska vai Klara Biel
- Tomasz Stockinger vai Tomasz Biel
- Gianni Parisi vai Bố của Massimo
- Mateusz Łasowski vai Martin
- Blanka Lipińska vai Cô dâu[8]

## Sản xuất
Các cảnh phim chủ yếu được quay ở Ba Lan (Warszawa, Kraków và Niepołomice) và ở Ý (Sanremo). Bài hát chủ đề của phim, "Feel It", cùng với những bài hát "Watch Me Burn", "Dark Room" và "Hard for Me" đều do Morrone thể hiện. Các bài hát "I See Red", "Give 'Em Hell" và "Wicked Ways" do Everybody Loves an Outlaw trình bày. "I See Red" đạt vị trí quán quân trên bảng xếp hạng Viral 50 của Spotify ở Mỹ, cùng với "Hard for Me" cũng ở trong top 5. Morrone và Everybody Loves an Outlaw cũng lọt top 10 của danh sách Breakthrough 25 Chart của Rolling Stone.

## Phát hành
365 Dni được phát hành tại Ba Lan vào ngày 7 tháng 2 năm 2020, thu về 9 triệu USD. Tại Vương quốc Anh, bộ phim được công chiếu giới hạn tại một số rạp chiếu phim vào ngày 14 tháng 2 năm 2020 và thu về 494.181 USD, trước khi được phát hành trên Netflix vào tháng 6 năm 2020.

## Đón nhận

### Lượt xem trực tuyến
365 Dni lọt vào top 3 tác phẩm được xem nhiều nhất trên Netflix ở nhiều vùng lãnh thổ, bao gồm Đức, Brazil, Vương quốc Anh, Canada và Hoa Kỳ. Đây là bộ phim đầu tiên có hai giai đoạn đứng đầu nhiều ngày dưới tư cách là bộ phim top 1 của Netflix tại Mỹ: tác phẩm đứng đầu trong 4 ngày, sau đó bị thay thế bởi Năm chiến hữu, rồi 3 ngày sau, quay trở lại vị trí quán quân. Do đó, bộ phim đã có 10 ngày giữ vị trí dẫn đầu, cao thứ hai trong lịch sử xếp hạng.

### Đánh giá chuyên môn
365 Dni được so sánh với tác phẩm gợi tình năm 2015 Năm mươi sắc thái. Tác phẩm cũng bị chỉ trích bởi việc lãng mạn hoá nạn bắt cóc và hiếp dâm. Trên hệ thống tổng hợp kết quả đánh giá Rotten Tomatoes, phim nhận được 0% lượng đồng thuận dựa theo 16 bài đánh giá. Jessica Kiang của Variety miêu tả tác phẩm là "bộ phim thuần khiêu dâm Ba Lan đầy khủng khiếp, phản cảm về mặt chính trị, cùng một chút hài hước nhấn nhá". The Guardian thì nhấn mạnh vào những "đoạn đối thoại dở tệ" của bộ phim, cách phát triển nhân vật kém và những cảnh làm tình thiếu quyến rũ.

### Giải thưởng
Tháng 3 năm 2021, bộ phim đã nhận được sáu đề cử giải Mâm xôi vàng, trong đó có Phim dở nhất.
| Giải thưởng       | Ngày                | Hạng mục                                        | Đề cử | Kết quả   | Nguồn  |
| ----------------- | ------------------- | ----------------------------------------------- | --- | --------- | ------ |
| Giải Mâm xôi vàng | 24 tháng 4 năm 2021 | Phim dở nhất                                    | Maciej Kawulski, Ewa Lewandowska và Tomasz Mandes                                                               | Đề cử     | [ 27 ] |
| Giải Mâm xôi vàng | 24 tháng 4 năm 2021 | Đạo diễn tồi nhất                               | Barbara Białowąs và Tomasz Mandes                                                                               | Đề cử     | [ 27 ] |
| Giải Mâm xôi vàng | 24 tháng 4 năm 2021 | Diễn viên nam chính tồi nhất                    | Michele Morrone                                                                                                 | Đề cử     | [ 27 ] |
| Giải Mâm xôi vàng | 24 tháng 4 năm 2021 | Diễn viên nữ chính tồi nhất                     | Anna-Maria Sieklucka                                                                                            | Đề cử     | [ 27 ] |
| Giải Mâm xôi vàng | 24 tháng 4 năm 2021 | Kịch bản tồi nhất                               | Tomasz Klimala và Barbara Białowąs & Tomasz Mandes và Blanka Lipińska; dựa trên tiểu thuyết của Blanka Lipińska | Đoạt giải | [ 27 ] |
| Giải Mâm xôi vàng | 24 tháng 4 năm 2021 | Phim tiền truyện, làm lại hoặc tiếp nối dở nhất | Phim tiền truyện, làm lại hoặc tiếp nối dở nhất                                                                 | Đề cử     | [ 27 ] |

### Tranh cãi
Ngày 17 tháng 6 năm 2020, Collectif Soeurcières, một hiệp hội nữ quyền Pháp, đã đưa một bản kiến nghị trực tuyến trên Change.org yêu cầu Netflix France rút bộ phim khỏi nền tảng trực tuyến. Tính đến ngày 16 tháng 8, kiến nghị này đã đạt được 40.000 chữ ký. Ngày 2 tháng 7 năm 2020, ca sĩ Duffy đã viết một bức thư ngỏ gửi tới Giám đốc điều hành Netflix Reed Hastings, với nội dung chỉ trích bộ phim đang hào nhoáng hoá nạn bạo hành tình dục. "Đây không nên là một ý tưởng để giải trí", cô cho biết. Sau đó, một kiến nghị khác trên Change.org do Mikayla Zazon khởi xướng, đã thu được hơn 70.000 chữ ký. Ngày 8 tháng 7 năm 2020, chủ tịch Hội Phụ huynh Truyền hình và Truyền thông Timothy F. Winter đã yêu cầu Netflix xóa bộ phim khỏi nền tảng này.

## Phần tiếp theo
Kế hoạch cho phần tiếp theo với tựa đề This Day đã bị trì hoãn do những ảnh hưởng của đại dịch COVID-19. Tháng 5 năm 2021, các nguồn tin cho biết Netflix đã bắt đầu quay hai phần tiếp theo, với một số diễn viên từ phần phim đầu tiếp tục tham gia diễn xuất. Morrone, Sieklucka và Lamparska đều được xác nhận tham gia dự án.